# Mijn Sport Is Top
Mijn sport is top was een Vlaams televisieprogramma geproduceerd door deMENSEN, uitgezonden op Ketnet.

## Formule
Elke week daagt presentator Pieter Embrechts één BV uit in vier duels in verschillende sporten. Elke sport wordt hen aangeleerd door een begaafd kind dat deze sport als hobby uitoefent, meestal uit de juniorencompetitie. Elke door Pieter uitgedaagde mag bij één duel als 'joker' een topsporter inzetten die dan het duel speelt en zonder uitzondering wint, ondanks een fikse handicap tegen Pieter, in de plaats van de BV. Degene die de meeste duels gewonnen heeft (inclusief joker) is de winnaar van de aflevering. Van de verliezer wordt een meestal lastige 'tegenprestatie' gevraagd.
In 2011 werd de reeks heruitgezonden in een nieuwe montage, waarbij elke week in meerdere afleveringen versneden is.
De formule werd nagevolgd in latere Ketnet-programma's Mijn Kunst Is Top en Mijn Job Is Top.

## Weekafleveringen
| Afl. | Uitgedaagde BV          | Sporten & jonge 'coaches'                                                                                                | Eindwinnaar                                                                  | Topsporter                                                  |
| ---- | ----------------------- | --- | ---------------------------------------------------------------------------- | ----------------------------------------------------------- |
| 1    | Govert Deploige         | Muurklimmen met Lennert Tennis Baanwielrennen met Maxim Rolstoelbasket met Sam                                           | Pieter 3 - joker                                                             | baanrenner Kenny De Ketele                                  |
| 2    | Louis Talpe             | Worstelen met Ernest Kajak Trampolinespringen Motorcross met Robin Everts, achterneefje van wereldkampioen Stefan Everts | Louis 3 (incl. joker) - 1                                                    | kajakker Kevin De Bont                                      |
| 3    | Ann Reymen              | Hoogspringen met Niels Keepen (voetbal)met Arthur Boksen Skateboarden met Axel                                           | Pieter 3 - joker                                                             | bokser Sugar Jackson                                        |
| 4    | Antony Arandia          | Zeilwagenrijden Judo Honkbalmet Robin Waterski                                                                           | Antony & Pieter ex aequo 2-2                                                 | judoka Cathérine Jacques                                    |
| 5    | Saartje Vandendriessche | Touwtjespringen 'Rope-skipping' met Natan Hordelopen met Victor Mountainboarden met Ben Boogschieten                     | Pieter 3 - joker                                                             | boogschutter Jurgen Wouters, speelt Willem Tell met Saartje |
| 6    | Dimitri Leue            | Golfen met Alessandro Schermen Rugby IJshockey met Manu                                                                  | Pieter & Dimitri (dankzij joker) ex-aequo, samen 1 uur blootvoets op het ijs | schermer Seppe Van Holsbeke, Belgisch kampioen              |
| 7    | Nelson Moraïs           | Hiphop (breakdance) met Hobie Hockey met Emilie Ultimate frisbee BMX met Belgisch kampioen Yorben                        | Pieter 3 - 1 (enkel joker)                                                   | motorcrosser Joël Smets                                     |